# Milda (gmina)
Milda – miejscowość i gmina w Niemczech, w kraju związkowym Turyngia, w powiecie Saale-Holzland, wchodzi w skład wspólnoty administracyjnej Südliches Saaletal.